# Charchilla
Charchilla là một xã trong vùng hành chính Franche-Comté, thuộc tỉnh Jura, quận Saint-Claude, tổng Moirans-en-Montagne, Pháp. Tọa độ địa lý của xã là 46° 27' vĩ độ bắc, 05° 42' kinh độ đông. Charchilla nằm trên độ cao trung bình là 582 mét trên mặt nước biển, có điểm thấp nhất là 460 mét và điểm cao nhất là 690 mét. Xã có diện tích 6,50 km², dân số vào thời điểm 2006 là 225 người; mật độ dân số là 35 người/km².

## Thông tin nhân khẩu
| 1962 | 1968 | 1975 | 1982 | 1990 | 1999 |
| ---- | ---- | ---- | ---- | ---- | ---- |
| 124  | 159  | 173  | 233  | 251  | 249  |

## Địa điểm tham quan
Nhà thờ của Charchilla xuất xứ nguyên thủy từ thế kỉ thứ 14 và đã được cải tạo nhiều lần.